# Aleph (novela)
Aleph es una novela de género narrativo escrita por Paulo Coelho y publicada en España por la Editorial Planeta en el año 2011.

## Sinopsis
Paulo Coelho realiza en Aleph un viaje de casi diez mil kilómetros en el tren Transiberiano, desde Moscú a Vladivostok. Allí pondrá a prueba sus propias reacciones que le mostraran una forma de relacionarse con él mismo y con las personas que le rodean. Junto a Hilal, una violinista que va en busca del autor brasileño y con el que consigue una particular conexión; y Yao, su intérprete.
Paulo experimentará la vivencia del Aleph, el punto en el que se concentra toda la energía del Universo, donde se encuentra pasado, presente y futuro, y a través del cual conseguirá recordar vidas pasadas y descubrirá una nueva forma de amor que le permitirá acercarse a la paz interior iniciando una nueva vida.

## Personajes principales
- Paulo, el propio escritor y protagonista.
- Yao, su traductor y maestro de Aikido.
- Hilal, una joven violinista que dice tener una conexión especial con Paulo.
- j, maestro de paulo

## Canción
La canción oficial del libro, Aleph, fue escrita e interpretada por la cantante y actriz mexicana Anahí Puente. La canción es el quinto álbum de la cantante, Mi Delirio, en 2010.
También, la cantante Tarja Turunen se inspiró en el libro para su canción Railroads, la cual está incluida en el disco In The Raw de 2019.